# Российская социал-демократическая рабочая партия (большевиков)
Росси́йская социа́л-демократи́ческая рабо́чая па́ртия (большевико́в) (РСДРП(б)) — с весны 1917 года по март 1918 года отсутствующее в партийных документах название большевистской фракции РСДРП, возглавлявшейся Владимиром Лениным. В октябре 1917 года осуществила социалистическую революцию, вооружённым путём свергнув Временное правительство и захватив власть в России.

## История

### 1903—1905

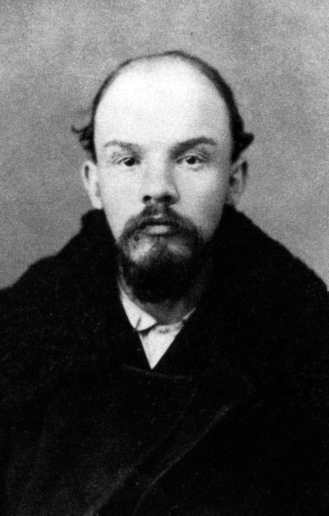
Лидер «большевиков» В. И. Ленин. Фото 1895 г.

Понятие «большевики» возникло в результате раскола, возникшего на II съезде РСДРП (Брюссель-Лондон, 1903). Делегаты не смогли прийти к единому мнению по вопросу о принципах организации партии. Два видных теоретика российской революционной социал-демократии, Владимир Ленин и Юлий Мартов, предложили две различные редакции пункта о членстве в партии (См. табл.):
| Юлий Мартов | Владимир Ленин |
| --- | --- |
| «Членом РСДРП считается всякий, принимающий её программу, поддерживающий партию материальными средствами и оказывающий ей регулярное личное содействие под руководством одной из её организаций» | «Членом партии считается всякий, признающий её программу и поддерживающий партию как материальными средствами, так и личным участием в одной из партийных организаций» |

Несмотря на небольшую разницу в формулировке, именно она послужила формальной причиной раскола. Если Мартов выступал за массовую партию, членом которой мог быть как сознательный участник политических процессов, так и участник, нисколько не разбирающийся в политике, то Ленин выступал за кадровую партию, в которой каждый член был бы обязан принимать в политике личное участие. Существует мнение, что формальные разногласия между фракциями были трудноразличимы:

Разбираться во всей послесъездовской истории взаимоотношений в руководстве РСДРП довольно сложно, потому что из стенограмм съезда вовсе не следует, что между двумя частями (или группами) делегатов съезда были какие-то сверхпринципиальные разногласия.— Раскол в РСДРП после Второго съезда партии. www.agitclub.ru. Дата обращения: 29 марта 2019.
Среди историков нет единого мнения относительно смысла этого различия. Так, британский историк Р. Сервис полагает, что разница в определении была принципиальной: Мартову виделась партия, члены которой могли бы высказывать собственное мнение, Ленин же добивался подчинения партии центру. При голосовании по уставу сторонники Ленина проиграли

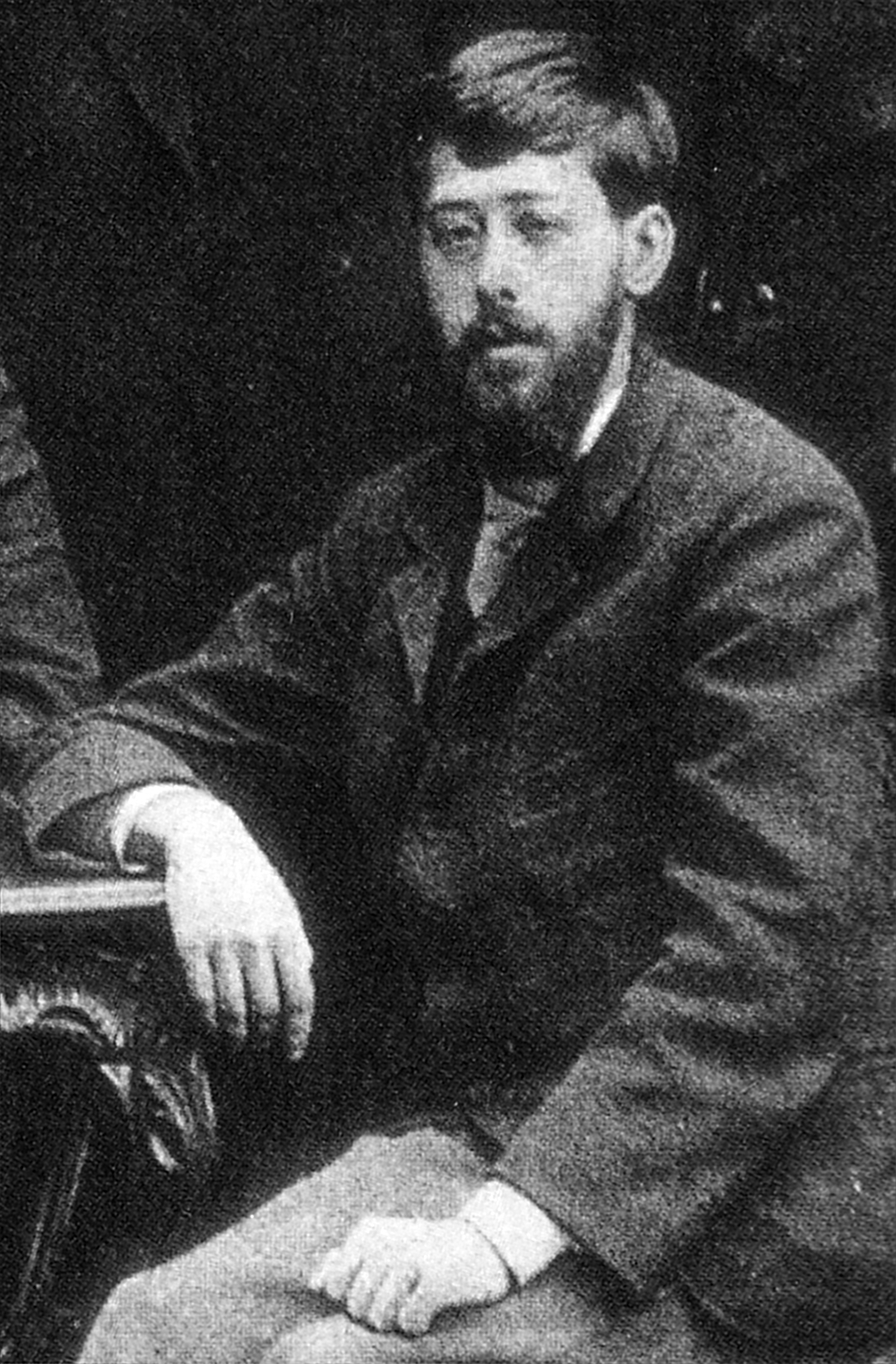
Лидер «меньшевиков» Ю. О. Мартов. Фото 1897 г.

Следующим пунктом обсуждения стал вопрос о редакционной коллегии «Искры». Ленин рассчитывал занять в редакционной коллегии центральное место, для чего первоначально планировал заключить альянс с Мартовым. Ленин негласно предложил Мартову сократить состав редакционной коллегии с шести до трёх человек, удалив из её состава Аксельрода, Потресова и Засулич. В результате Ленин и Мартов могли бы контролировать редакционную коллегию, не считаясь с Плехановым, которого Ленин считал своим основным политическим конкурентом. Мартов на сделку не пошёл, тогда Ленин предложил Плеханову союз против Мартова и заручился его согласием.

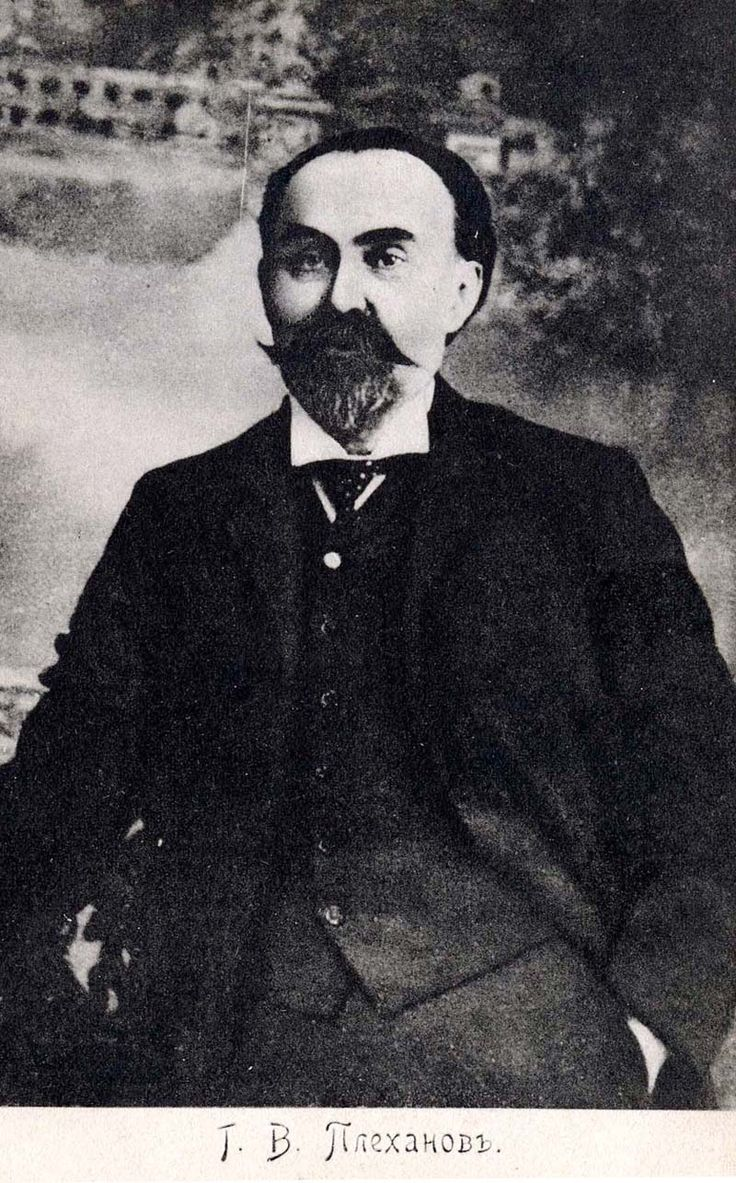
Один из основателей РСДРП Г. В. Плеханов

К моменту голосования состав съезда изменился: бундовцы и «экономисты», — потенциальные сторонники Мартова, — покинули съезд в знак протеста, поэтому на момент голосования большинство в зале составляли сторонники Ленина. В результате съезд принял вариант Ленина и примкнувшего к нему Плеханова: роль идейного руководства отводилась редакционной коллегии «Искры» (т. н. центральный орган, ЦО), состоявшей из трёх человек: Ленина, Мартова и Плеханова; для решения организационных вопросов создавался Центральный комитет (ЦК) также из трёх человек; для разрешения возможных конфликтов между редакционной коллегией и ЦК учреждался Совет партии из пяти человек, в состав которого входили представители обоих органов. Именно после победы в этом голосовании Ленин придумал для своей фракции название «большевики», Мартов же стал называть своих сторонников «меньшевиками». Эти названия закрепились на все последующие годы.
Раскол партии был встречен в России с неодобрением. Как указывает Р. Сервис, разделение только что созданной партии на две фракции повергло российских марксистов в шоковое состояние. Многие товарищи по партии считали, что Ленин утратил чувство меры и призывали его прекратить конфликт с «меньшевиками».
Скандал в руководстве — Ленин выходит из «Искры»
Вскоре после съезда в Лондоне состоялось заседание «Заграничной лиги русской революционной социал-демократии» (октябрь 1903 г., Женева). На заседании Ленин подвергся резкой критике со стороны товарищей по партии за некорректное поведение на съезде. В частности, Ю. О. Мартов выразил возмущение закулисным сговором Ленина с Плехановым. В ответ Плеханов заявил о своей готовности выйти из редколлегии «Искры», чтобы положить конец дрязгам. Ленин также объявил, что выходит не только из состава редколлегии, но и из Совета партии, и демонстративно покинул зал заседаний.
Кооптация
Ленин вскоре пожалел о своём эмоциональном поступке и решил вернуться на руководящие позиции, используя практику «кооптаций» в ЦК. Он сообщил о своём желании попасть в ЦК своему давнему другу и члену ЦК Г. М. Кржижановскому, как только тот вернулся в Женеву из России в ноябре 1903. Если на съезде в ЦК были избраны лишь трое, то уже в конце сентября туда были кооптированы, то есть включены без выборов, четыре сторонника Ленина: Гусаров, Землячка, Красин и Эссен. В ноябре расширенный ЦК, в свою очередь, кооптирует в свой состав Ленина и выдвигает его в состав Совета партии. Таким образом, уже к середине ноября 1903 г. в ЦК входили уже девять человек: Л. Е. Гальперин, Ф. В. Гусаров, Р. С. Землячка, Л. Б. Красин, Г. М. Кржижановский, Ф. В. Ленгник, В. И. Ленин, В. А. Носков и М. М. Эссен. Все они были «большевиками». Таким образом с помощью ряда политических манёвров уже к концу 1903 Ленин вновь занял место в высшем руководстве РСДРП.
Конфликт с ЦК
Конфликтность Ленина становилась все более серьёзным препятствием в общей работе. Наступил момент, когда на необходимость примирения с меньшевиками Ленину указал ЦК, состоявший из его же сторонников-большевиков. Вскоре после кооптации Ленина в ЦК его старый друг Г. М. Кржижановский предложил вывести из состава Совета партии ленинца Гальперина и заменить его на кого-нибудь из фракции Мартова, указав Ленину на то, что его, Ленина, сепаратизм идёт во вред делу; Кржижановский обвинил Ленина в эгоцентризме и непримиримости. В феврале 1904 члены ЦК В. А. Носков и Кржижановский обратились к Ленину с письмом от имени ЦК, призывая его «бросить склоку и начать работу». К весне 1904 из восьми членов ЦК (все они были большевиками) Ленина поддержали только два. Кроме того, большинство членов ЦК находилось в России и они полагали, что Ленину также следует вернуться в Россию и руководить работой на месте.
В мае в Женеву из России приехал член ЦК В. А. Носков и от имени ЦК приказал Ленину подчиниться партийной дисциплине. В частности, Носков запретил Ленину заниматься организацией нового съезда партии, поскольку ЦК стремился к консолидации сил и опасался, что новый съезд лишь усилит раскол. Носков также пытался предотвратить публикацию резко антименьшевистской работы Ленина «Шаг вперёд, два шага назад», но ему это не удалось.
На IV съезде РСДРП в 1906 году организационное единство партии было временно восстановлено. На V съезде (1907) был избран Центральный комитет, который из-за разногласий между большевиками и меньшевиками оказался неработоспособным, и руководство большевистскими организациями партии взял на себя Большевистский центр во главе с В. И. Лениным, созданный во время съезда делегатами-большевиками на одном из своих фракционных совещаний.
На лето 1905 года количество большевиков составляло 14 тыс., на весну 1907 года — 60 тыс.

### 1907—1917
Время между русскими революциями (1907—1917) прошло в острой межфракционной борьбе внутри РСДРП. Существует мнение, что эта борьба за власть, в центре которой находился В. И. Ленин, нанесла существенный урон авторитету партии. Как указывает Роберт Сервис:

С Лениным было трудно поладить, так как он был непримиримым раскольником, а на расколы шел с легкостью, потому, что только свои идеи считал абсолютно полезными и наиболее подходящими для дела революции.

Как указывает Сервис, симпатизировавший большевикам Максим Горький считал, что поступками Ленина движет тщеславие, меньшевики же обвиняли Ленина в мании величия.
В январе 1910 года состоялся Парижский пленум ЦК РСДРП, на котором Ленин и его сторонники потерпели тяжёлое поражение. Были аннулированы все выигрыши, полученные ленинцами в результате долгих межфракционных интриг: был закрыт полуофициальный Большевистский центр; закрыт ежемесячник «Пролетарий», находившийся под контролем Ленина; была создана Русская коллегия, которой передавались полномочия руководства от имени ЦК на территории России; группа Ленина потеряла контроль над деньгами, полученными по «наследству Шмита». Таким образом, влияние Ленина было ограничено кругом его последователей из большевистской фракции.
На Шестой (Пражской) конференции РСДРП, состоявшейся 18-30 (5-17) января 1912 г., конституировавшей себя как общепартийная конференция РСДРП и верховный орган партии, были представлены почти исключительно сторонники Ленина.

### Март — ноябрь 1917
После Февральской революции 1917 года, на VII (апрельской) конференции РСДРП фракция большевиков поддержала выдвинутые В. И. Лениным «Апрельские тезисы» и фактически выделилась в самостоятельную партию, хотя название партии — РСДРП — изменено не было и использовалось в партийных документах. Для обозначения партии использовалось расхожее название — большевики. В отличие от большевиков, меньшевики поддержали Временное правительство.
Если в феврале 1917 года численность большевиков составляла лишь 24 тыс., то на конец апреля 1917 года, во время проведения VII (апрельской) конференции РСДРП она выросла до 80 тыс., а на период VI съезда РСДРП (июль 1917 года) — до 240 тыс. членов.

### После ноября 1917
После Октябрьской революции на VII съезде РСДРП, проходившем 6-8 марта 1918 года, РСДРП была переименована в Российскую коммунистическую партию (большевиков) (РКП(б)). На период VII съезда РКП(б) насчитывала 169 200 членов.
В 1925 году название было изменено на Всесоюзная коммунистическая партия (большевиков) (ВКП(б)), а в 1952 году — на Коммунистическая партия Советского Союза (КПСС).
Что касается названия партии, то ни на VII конференции РСДРП(б) 1917 года, ни на VI съезде РСДРП(б) (июль — август 1917) вопрос об изменении названия партии не рассматривался. VII съезд партии Я. М. Свердлов открыл словами: «По поручению ЦК РСДРП объявляю заседание VII съезда партии открытым», то есть на момент начала съезда официальным сокращённым названием партии было «РСДРП» (в стенограмме VII съезда и текстах его документов аббревиатура РСДРП(б) не встречается; она используется только в текстах более позднего происхождения, в том числе в заголовках документов съезда, данных им впоследствии). В принятой 8 марта 1918 г. резолюции VII съезда РКП(б) «Об изменении названия партии…» сказано: «Съезд постановляет именовать впредь нашу партию (Российскую социал-демократическую рабочую партию большевиков) Российской коммунистической партией с добавлением в скобках "большевиков"». Таким образом, до VII съезда большевистская партия полностью официально называлась «Российской социал-демократической рабочей партией» (сокращённо — РСДРП), а после него — «Российской коммунистической партией (большевиков)», сокращённо РКП(б). Повсеместно используемая аббревиатура «РСДРП(б)» возникла позже и носила полуофициальный характер.